# سن دنیله پو
سن دنیله پو (به ایتالیایی: San Daniele Po) یک کومونه در ایتالیا است که در استان کریمونا واقع شده‌است.

## خصوصیات
سن دنیله پو ۲۲٫۷ کیلومترمربع مساحت و ۱٬۴۸۱ نفر جمعیت دارد و ۳۳ متر بالاتر از سطح دریا واقع شده‌است.